# Савич, Любиша
Лю́биша Са́вич (серб. Љубиша Савић / Ljubiša Savić; 11 августа 1958, Биелина, СР Босния и Герцеговина, СФРЮ — 7 июня 2000, Биелина, Республика Сербская, Босния и Герцеговина) — военный и политический деятель Республики Сербской, в годы войны в Боснии и Герцеговине — командир 1-й гвардейской Биелинской легкопехотной бригады «Пантеры» Вооружённых сил Республики Сербской. Известен под прозвищем «Маузер», имел звание майора. До начала войны он работал в социальном центре города Биелина. Участвовал в образовании Сербской демократической партии, откуда ушёл в 1996 году из-за разочарования в руководстве партии.
После войны Савич основал Демократическую партию Республики Сербской, а в 1996 году был избран в Народную скупщину Республики Сербской от Демократическо-патриотического блока, где занимал место до конца 1997 года. Позже он стал начальником Управления полиции Министерства внутренних дел Республики Сербской и помощником министра внутренних дел Республики Сербской. Будучи депутатом Скупщины и сотрудником МВД РС, Савич стал известен как активный борец против коррупции и организованной преступности, а также как ярый сторонник президента республики Биляны Плавшич в борьбе против людей экс-президента республики Радована Караджича.
14 сентября 1998 года Савич был уволен из МВД Республики Сербской формально за превышение полномочий при проведении расследования убийства своего коллеги, заместителя начальника полиции Источно-Сараево Срджана Кнежевича. После увольнения он ушёл из общественно-политической жизни республики. В 2000 году он был расстрелян в своей машине около вокзала в Биелине: убийцей оказался ранее судимый Джордже Ждрале, который в 2010 году был осуждён на 20 лет тюрьмы, но вышел на свободу в 2022 году. Заказчики убийства не установлены до сих пор.
Несмотря на поступавшие из Республики Босния и Герцеговина многочисленные требования, Савич ни разу не вызывался в Международный трибунал по бывшей Югославии для дачи показаний и не фигурировал в каких-либо «закрытых списках» обвиняемых трибунала. При этом уже после его смерти его имя неоднократно упоминалось в документах МТБЮ, связанных с уголовными делами в отношении Ратко Младича, Радована Караджича и Воислава Шешеля. Савич считается одной из наиболее известных и значимых личностей в истории Биелины, региона Семберия и Республики Сербской.

## Ранние годы и семья
Любиша Савич родился 11 августа 1958 года в Биелине в семье Джордже и Анки Савичей, у него был старший брат. Он окончил профессиональное техническое училище в Биелине, а затем поступил в белградскую Высшую школу социальных работников, которую окончил в 1982 году. После её окончания он работал в социальном центре в Биелине, занимал должность секретаря Ассоциации глухих и слабослышащих людей Биелины, был директором фонда социальной и детской защиты общины Биелина. Савич не состоял в коммунистической партии, а много позже отзывался о коммунизме негативно из-за методов борьбы за власть. Он оставался аполитичным человеком до встречи с Йованом Рашковичем, который в 1990 году организовал большой митинг в Дрваре. Позже он занялся общественно-политической деятельностью: он входил в состав Сербского фонда солидарности и Содружества сербов в Боснии и Герцеговине, вместе со своими друзьями принял участие в создании Сербской демократической партии и образовании её отделения в общине Биелина), а также в выборах в скупщину общины Биелина. О начале своей политической деятельности он говорил как о «периоде романтизма и энтузиазма», за которым последовали необратимые процессы, приведшие к войне.
В 1981 году Любиша женился на своей однокурснице по имени Бояна, в браке у них родилось два сына — Александр и Боян (р. 1988), ставший позже председателем Биелинского городского комитета Союза независимых социал-демократов и советником президента Республики Сербской Милорада Додика. Любиша способствовал открытой, дружественной и здоровой атмосфере в семье. Увлекался рыбалкой, настольным теннисом и баскетболом. Свободное время проводил в своей мастерской, где изготавливал сувениры из дерева и металла. Любил читать художественную литературу (в его доме было много книг югославской и иностранной литературы) и увлекался рок-музыкой 1970-х годов. Играл в шахматы, считая эту игру полезной для развития стратегического мышления, и даже основал шахматный клуб в Биелине, которому присвоили позже название «Пантеры». Он также любил баскетбол и в принципе спорт как таковой. Проживал в доме около Биелинского социального центра.

## Война в Боснии и Герцеговине

### Образование гвардии «Пантеры»
В 1991 году, когда уже шла полномасштабная война, Савич прошёл обучение в учебном центре Сербской добровольческой гвардии под руководством Желько «Аркана» Ражнатовича. Прежде у него не было опыта воинской службы и тем более командования каким-либо соединением. В феврале 1992 года на Международной конференции по бывшей Югославии было представлено Лиссабонское соглашение по урегулированию ситуации в Боснии, подписание которого Савич и многие боснийские сербы приветствовали: они рассчитывали, что подписание этого соглашения не допустит вооружённых столкновений. Однако в марте это соглашение было разорвано, а в Биелине начались межэтнические столкновения и погромы, направленные преимущественно против сербского населения. Савич вместе со своим добровольческим отрядом принял участие в боях за Биелину в конце марта — начале апреля 1992 года, войдя в региональный Кризисный штаб по общине Биелина. Второй президент Республики Сербской Биляна Плавшич рассказывала, что встретила впервые Савича 4 апреля 1992 года, когда приехала посмотреть, что именно происходило в городе. Савич отрицал, что бравшие Биелину вооружённые формирования «Аркана» находились под управлением ЮНА: с его слов, это были исключительно добровольческие формирования, действовавшие спонтанно. Олег Валецкий также отмечает, что Савич сражался в местном добровольческом отряде.
Согласно одной из версий, 27 марта 1992 года была сформирована так называемая Сербская национальная гвардия — фактический предшественник гвардейской бригады «Пантеры». В то же время Савич в интервью газете «Svet», данном в 1997 году, утверждал, что в середине апреля 1992 года был назначен на должность председателя («команданта») Скупщины САО Семберия и Маевица, и та доверила ему создание воинского формирования наступательного характера — Национальной гвардии. 2 мая 1992 года была сформирована Национальная гвардия САО Семберия и Маевица. 3 июня она была включена в Восточно-Боснийский корпус Вооружённых сил Республики Сербской, войдя в подчинение генералу Ратко Младичу и оставаясь в структуре ВРС до конца войны. В тот же день Савич был назначен полковником Николой Денчичем на должность начальника военной контрразведки Восточно-Боснийского корпуса. 2 сентября гвардия получила новое название — 1-я Биелинская легкопехотная бригада. Через два дня, 4 сентября, во время боёв за Маевицу в Растошнице погибли командир бригады Бранко «Пантера» Пантелич и капитан Стеван Лазич. В память о погибшем командире Любиша Савич, принявший командование бригадой, присвоил ей название «Пантеры», а в течение последующих 20 дней вёл с этой бригадой бои против мусульманских воинских формирований. В ходе длившихся до 24 сентября боёв бригада потеряла 12 человек, но при поддержке других подразделений сумела отбить утраченные позиции и ликвидировать угрозы захвата Прибоя и дороги из Прибоя на Бань-Брдо. Сражение за Маевицу считается одним из наиболее известных сражений в боевом пути «Пантер».
За возглавившим бригаду Савичем закрепились прозвища «Маузер» и «майор Маузер», которые он получил в честь пистолета типа Mauser, который носил при себе (позже прозвище «Маузер» закрепилось за его сыном Александром). Сам Александр рассказывал, что в рядах «Тигров Аркана» существовала традиция обмена оружием: Савич поменялся с «Арканом» пистолетами, получив взамен пистолет системы Маузера, по которому и взял прозвище. За Савичем прозвище «Маузер» закрепилось во время одной из разведывательных операций, связанной с корректировкой огня артиллерии: Любиша выбрал подобное прозвище, чтобы подчинённые и сослуживцы убедились, что все необходимые сведения и распоряжения передаёт им именно подлинный командир, а не самозванец. Известно, что его личным оружием во время службы в Вооружённых силах Республики Сербской был пистолет Heckler с глушителем.

### Политическая деятельность в Биелине
Савич участвовал в основании регионального отделения Сербской демократической партии в общине Биелина в 1992 году. Инспектор МВД Республики Сербской в 1990-е годы и начальник полиции Республики Сербской в 2004—2006 годах Драгомир Андан, выступая в качестве свидетеля в Международном трибунале по бывшей Югославии, утверждал, что люди Савича пытались закрепить в Биелине свою власть, намереваясь взять под свой контроль центр общественной безопасности МВД. На допросе по делу Радована Караджича в 2013 году он также отметил, что «Маузер» фактически сосредоточил на себе полномочия управления Биелиной в 1992 году и стремился быть в курсе всего происходящего в городе и общине. Согласно материалам беседы 11 июня 1992 года полковника Зарича с Ратко Младичем, приводимым в документах по делу Младича, к тому моменту люди «Маузера» занимали более половины мест в региональном самоуправлении, а Савич отвечал за вопросы безопасности. По словам председателя объединения ветеранов гвардии «Пантеры» Петара Цветиновича, Савич был организатором обороны города Биелина, начальником городского Кризисного штаба и руководителем гражданской обороны города.
Лидер Сербской радикальной партии Воислав Шешель утверждал, что Савич находился в хороших отношениях с лидером Сербской добровольческой гвардии Желько «Арканом» Ражнатовичем, но абсолютно не был подконтролен президенту Республики Сербской Радовану Караджичу и постоянно конфликтовал с представителями Сербской радикальной партии в Биелине. В связи с этим Шешель дал указания своей партии ограничить какие-либо контакты с людьми Савича и другими независимыми военизированными организациями. Газета «Борба» писала, что 19 июня сторонники Сербской радикальной партии захватили ряд учреждений (в том числе здание радиостанции), а 20 июня попытались занять центр общественной безопасности: в ходе этой попытки сообщалось, что на Савича напали «радикалы», однако тот сумел от них сбежать. Шешель также утверждал, что «Маузер» враждовал не только с ним самим, так и с соратником Шешеля Мирко Благоевичем; сам Шешель с 1991 года враждовал с «Арканом» и Сербской добровольческой гвардией. В 1996 году «Маузер» в интервью газете «Vreme» признал, что расходился с Шешелем в политических взглядах, но оговаривался, что Шешель постоянно через прессу распространял о нём нелепые слухи вплоть до того, что приписал Савичу 15 лет службы в военной контрразведке.

### Два ареста летом 1992 года
Выступая в МТБЮ в качестве свидетеля в 2011 и 2014 годах, Драгомир Андан также отмечал, что Савич постоянно конфликтовал с МВД Республики Сербской, проявляя неуважение к её сотрудникам и не подчиняясь официальным распоряжениям. Согласно Андану, Савича два раза помещали под стражу летом 1992 года: в первом случае — за неподчинение сотрудникам МВД; во втором случае — за хранение в одном из зданий неких «незаконно приобретённых материальных ценностей». Вскоре Андан обнаружил, что в одном из помещений скотобойни, где находилась холодильная установка, удерживались в заключении трое пленных мусульман — братья Имсировичи, которых схватили люди «Маузера» и по неизвестной причине посадили под арест. Андан и его коллеги оказали им необходимую помощь: все трое были освобождены, сумели перейти Саву и через Югославию добраться до Австрии, о чём Андану стало известно много лет спустя. Милорад Давидович, выступая в МТБЮ в качестве свидетеля, утверждал, что в помещении с холодильной установкой содержалось не менее пяти человек, а в других помещениях скотобойни хранились техника и разное снаряжение (в том числе и краденое). Всё это имущество позже передали военной полиции Республики Сербской.
После второго ареста Савича полицейский участок, в котором содержался «Маузер», был окружён бойцами «Пантер». Они решили атаковать участок, пытаясь освободить своего командира: по словам Андана, бойцы предприняли всего три атаки, в отражении двух из них принимал участие Милорад Давидович. В ходе одной из атак кто-то из защитников полицейского участка случайно выстрелил из гранатомёта, проделав огромную дыру в крыше здания, и перепугал тем самым весь гарнизон: по счастью, никто не пострадал. Нападавшие требовали от Андана и Давидовича не только освободить Савича, но и покинуть собственные посты в МВД, угрожая взять здание штурмом. Андан вынужден был выполнить все требования подчинённых Савича, но решил не возвращать ему личное оружие из соображений безопасности.

### Последующий боевой путь «Пантер»
На момент своего образования бригада «Пантеры» насчитывала около 1000 человек. Она считалась одной из лучших по оснащению и подготовке частей Вооружённых сил Республики Сербской, классифицируясь как маневренная боевая единица. При Савиче в «Пантерах» появился бронетанковый «железный батальон», на вооружении которого были танки Т-55, бронетранспортёры БТР-60ПБ и импровизированная бронетехника; позже была образована парашютно-десантная рота с пятью самолётами (в том числе учебно-тренировочным UTVA 75 и двумя бипланами Ан-2). Бригада также занималась доставкой гуманитарной помощи нуждающимся и досмотром транспортных колонн Республики Сербской, конфискуя имущество, которое, по их мнению, было получено вследствие мародёрства. Остановленные им конвои обычно принадлежали Сербской демократической партии или службам безопасности Республики Сербской. Через ряды бригады «Пантеры» за годы войны прошло около 2,6 тысяч человек, а сама она потеряла около 100 человек убитыми и 858 ранеными.
Бригада на первых порах действовала преимущественно в районах Биелины, Зворника и Брчко: согласно Олегу Валецкому, 1 мая в ходе наступления «Пантер» и сил «красных беретов» из Биелины был взят город Брчко. Не раньше начала 1993 года в состав бригады вошло антитеррористическое подразделение Нико Сиерича (серб. Niko Sijerić), который позже стал начальником штаба «Пантер». В дальнейшем «Пантеры» принимали участие в таких военных операциях, как «Коридор», «Содействие», «Лукавац», «Дрина» и «Щит»; сражалась в Игмане, Подринье и на Купресе. В конце января 1993 года бригада прибыла в район Братунаца в качестве подкрепления, а 1 февраля вместе с 1-й Братунацкой бригадой атаковала позиции боснийских мусульман к югу и юго-востоку от города, взяв деревню Воявица и восстановив подачу воды в город.
7 октября 1993 года распоряжением Ратко Младича Савич, имевший звание второго лейтенанта Вооружённых сил Республики Сербской, был произведён в лейтенанты. В январе 1994 года бригада участвовала в боях за Озрен.
«Пантеры» участвовали в деблокаде ряда городов и деревень, осаждённых АРБиГ. Наиболее известным случаем является прорыв летом 1995 года блокады деревни Смолуча-Горня (нынешняя община Лукавац Федерации Боснии и Герцеговины), в которой собирались спасавшиеся от боснийцев беженцы: 18 июня деревню, в которой скопилось 7 тысяч гражданских, окружили 2-й корпус АРБиГ, мусульманское ополчение и хорватские части. После нескольких месяцев обороны 27 августа к частично занятой боснийцами деревне подошли силы «Пантер» под командованием Бранко Пантелича и Любиши Савича, которые выбили противника, а 31 августа 1-я и 2-я Озренские бригады окончательно прорвали кольцо окружения и отбросили АРБиГ, позволив мирному населению покинуть деревню.
Гвардия участвовала в войне до последнего дня боевых действий. По мнению Савича, высказанному в 1997 году, шедшее в годы войны противостояние военной и гражданской властей на территории Республики Сербской привело к тому, что в ходе операции «Обдуманная сила» боснийские сербы за короткий срок потеряли огромные территории. Он полагал, что ключ к ответу на вопрос о причинах такого развития событий лежал в неких действиях, произошедших на республиканском уровне и остававшихся неизвестными для общественности. «Маузер» считал, что потере сербами многих территорий способствовало и то, что опытных командиров частей ВРС сменили боевые офицеры «второго и третьего эшелона», не обладавшие достаточным опытом.

### Мнения о Савиче как командире
Савич, дослужившийся до звания майора Вооружённых сил Республики Сербской, несколько раз отказывался от присвоения ему каких-либо государственных наград Республики Сербской, в то время как его бригада «Пантеры» в 1993 году была награждена орденом Неманича, став первым воинским формированием ВРС — обладателем этой награды. Он также говорил, что у него как у командира не было инструментов для поощрения или наказания бойцов. По мнению ряда ветеранов боевых действий, командовавший «Пантерами» Савич стал одним из наиболее известных военачальников ВРС благодаря своим знаниям, мировоззрению и умению эффективно действовать в критических ситуациях. Сын «Маузера» Александр утверждал, что его отец добивался больших успехов как командир благодаря широким познаниям в психологии человека и социологии.
Ветеран бригады Душан Тузланчич отмечал, что «Маузер» не допускал возникновения хаоса в бригаде благодаря навыкам, известным в современном мире под названием «кризис-менеджмент», отличался хладнокровием при принятии решений и всегда брал на себя ответственность, а также отдавал чёткие приказы. Сам «Маузер» высоко оценивал деятельность Желько Ражнатовича как командира сербских паравоенных формирований, бравших Биелину в 1992 году, и генерала Ратко Младича, который поддерживал в Вооружённых силах Республики Сербской дисциплину, хотя поддержание дисциплины, по мнению Савича, не было для Младича самоцелью. В 1997 году в интервью газете «Svet» он также отметил, что должны пройти немало лет и быть проведён глубокий анализ, чтобы общественность получила исчерпывающий ответ на вопрос о роли Младича в войне.
В то же время имели место и другие оценки командирских качеств Савича. Так, один из подчинённых Ратко Младича, полковник Зарич, иронично называл Савича «самопровозглашённым майором», выражая недовольство тем, что у Савича были награды и звания, присвоенные ему исключительно «Арканом» и не имевшие реальной значимости; он же утверждал, что Савич окружил себя «сотней бандитов». Лидер Сербской радикальной партии Воислав Шешель и вовсе ставил под сомнение компетенции «Маузера» как военачальника, утверждая, что его отряд не отличался эффективностью в боях и больше преуспел в грабежах и мародёрстве. Савич признавал, что у него в начале войны был конфликт с командным составом Вооружённых сил Республики Сербской, но возлагал вину в нём на командиров, чьё мышление не выходило за заложенные ЮНА рамки и которые как «офицеры партийной армии» тяжело воспринимали сообщения, поступавшие с низов. Со временем этот конфликт, по словам «Маузера», был исчерпан. В 1998 году журналист The New York Times Майк О’Коннор писал, что благодаря своему послужному списку Савич вызывал у одной части сербов чувство страха, а у другой — уважение.

## Послевоенная политическая карьера

### Депутат Народной скупщины

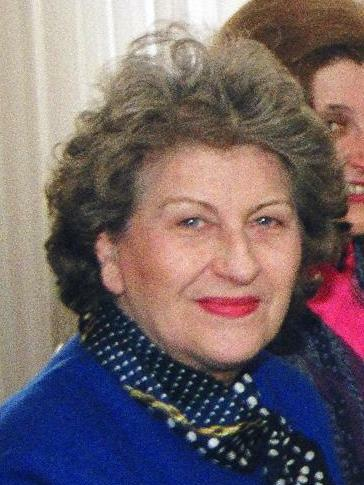
Биляна Плавшич, президент Республики Сербской в 1996—1998 годах

Считается, что уже в разгар войны у Савича возникли серьёзные разногласия с Сербской демократической партией, а в 1996 году он окончательно ушёл из рядов СДП, объяснив газете «Vreme», что партия стала деградировать из-за некоторых личностей, узурпировавших там власть. Он утверждал, что во время войны, пока ему приходилось сражаться бок-о-бок с людьми, у которых был диагностирован диабет, руководство СДП занималось «грабежом собственного народа». После окончания войны он критиковал партию за проявление неуважения к семьям погибших солдат и к инвалидам боевых действий. Он также жёстко высказывался о члене Президиума Боснии и Герцеговины от Республики Сербской Момчило Краишнике, состоявшем в СДП: по его словам, Краишник как член Президиума не отчитывался ни перед кем, но после вступления в силу Дейтонских соглашений фактически сосредоточил в своих руках всю власть в стране. В дальнейшем в СДП за ушедшим Савичем закрепился ярлык «предателя».
После того, как в 1996 году был снят запрет на образование политических партий в республике, Савич основал собственную партию — Демократическую партию Республики Сербской, в которую вошли его старые знакомые и представители городской интеллигенции. Лидер Сербской радикальной партии Воислав Шешель утверждал, что созданная «Маузером» партия была полностью подконтрольна лидеру югославской Демократической партии Зорану Джинджичу, а сам «Маузер» пользовался полной поддержкой от Джинджича, который участвовал в предвыборных кампаниях Савича в 1996 и 1997 годах. 14 сентября того же года в Боснии и Герцеговине состоялись первые послевоенные всеобщие выборы, частью которых были выборы в Народную скупщину Республики Сербской. Савич баллотировался в скупщину как лидер Демократическо-патриотического блока и по итогам выборов был успешно избран, став одним из двух депутатов от блока в скупщине: вторым стал Неделько Чегар (серб. Nedeljko Čegar), мандат которого позже перешёл к Слободану Гутичу (серб. Slobodan Gutić). Савич был депутатом Народной скупщины Республики Сербской II созыва, полномочия которой начинались 19 октября 1996 года и заканчивались 26 декабря 1997 года.
«Маузер» стал одним из наиболее известных оппозиционных депутатов Народной скупщины. Он критиковал подписание Момчило Краишником и югославским президентом Слободаном Милошевичем Соглашения об особых параллельных отношениях между Республикой Сербской и Югославией, достигнутое 28 февраля 1997 года. С его слов, это соглашение только позволяло таможенным и пограничным службам обеих республик собирать «дань» с пересекающих границу людей в любую сторону. «Маузер» заявил, что Краишник якобы состоял в «особых отношениях с Милошевичем», что, по мнению журналиста Боголюба Пейчича, следовало понимать как намёк на некие незаконные финансовые операции и схемы с участием Краишника и Милошевича. В июле 1997 года в газете «Svet» появилось большое интервью «Маузера», в котором тот подверг критике сложившуюся политическую ситуацию в стране. Он заявил о необходимости прилагать усилия, чтобы Дейтонское соглашение не оставалось единственной гарантией дальнейшего существования республики. В частности, Савич призывал стремиться к обеспечению независимости судов и бороться против так называемого «телефонного права». Он также упомянул о плачевном состоянии Армии Республики Сербской и сказал, что едва ли не единственным её источником финансирования является Союзная Республика Югославия. Комментируя восприятие войны общественностью, он цитировал слова одного своего знакомого «Наша проблема в том, что мы не прошли ад» (сербохорв. Nas problem je što nismo prošli cistilište) и не исключил возможность новой войны в Республике Сербской в будущем. Широко известна следующая цитата Савича, связанная с его политической деятельностью:

Когда мы заберём у тех, кто за время войны заполучил всё, чего у них не было, и вернём это тем, кто отдал ради Родины всё, что у них было, тогда мы сможем сказать, что у нас есть государство.
Оригинальный текст (серб.)Када одузмемо од оних који су у рату узели све што нису имали и вратимо онима који су за отаџбину дали све што су имали, можемо рећи да имамо државу.

### Сотрудничество с Биляной Плавшич. Переход в МВД Республики Сербской
В том же 1997 году Савич присоединился к масштабной антикоррупционной кампании, проводимой президентом Республики Сербской Биляной Плавшич, которая вылилась в серьёзное противостояние Плавшич против людей экс-президента республики Радована Караджича и правившей Сербской демократической партии. Она смогла привлечь на свою сторону многих командиров подразделений ВРС, в том числе и Савича, недовольного «махинациями тыловых политиков». Особенное недовольство у Савича вызывала деятельность тогдашнего члена Президиума Боснии и Герцеговины Момчило Краишника. На одной из встреч руководства СДП и государственных чиновников, как утверждал «Маузер», Плавшич фактически объявили о её отстранении от власти, что стало серьёзным ударом по её сторонникам. В интервью газете «Svet» Савич рассматривал Плавшич как «единственную искру надежды на то, что дела наладятся». Выступив на её стороне, Савич помог ей взять под контроль республиканское МВД, которое, как и Армия Республики Сербской, не находилось под контролем президента. Плавшич при этом вынуждена была смягчить позицию по поводу внешнего управления республики в обмен на нужную поддержку от иностранных государств: заручившись поддержкой от Великобритании и США, она сумела не только перехватить контроль над МВД Республики Сербской, но и снять с руководящих постов множество сторонников Караджича. В какой-то момент Плавшич даже рассматривала возможность перенести кабинет президента Республики Сербской в родной город Савича Биелину, чтобы подчеркнуть значимость города для страны; правительство же предполагалось оставить в Баня-Луке, столице РС.
При поддержке со стороны президента Биляны Плавшич и премьер-министра Милорада Додика Савич стал помощником министра внутренних дел, заняв должность начальника Управления полиции МВД Республики Сербской. При этом известно, что Савич неоднократно отказывался от предложений занять более высокие должности в государственном аппарате. По оценке The New York Times на 1998 год, в ведении Савича находилось около 8,5 тысяч сотрудников МВД Республики Сербской. В республике за «Маузером» закрепился статус борца против коррумпированных чиновников. Биляна Плавшич утверждала, что Савич ещё с 1992 года чётко знал, каким путём должна была идти Республика Сербская, и намеревался защищать интересы сербов не только на войне с помощью оружия, но и в мирное время демократическими путями. Она говорила, что «Маузер» не относился к числу тех людей, которые бездействовали, глядя на происходившее в стране беззаконие. В 1998 году газета The New York Times приводила цитату Савича, который полагал, что может считать себя сербским националистом, поскольку заботится о благе сербов, в то время как другие лица, называвшие себя сербскими националистами, занимались только собственным обогащением за чужой счёт.
Савич считал преступников такими же личными врагами, как и военачальников фракций, против которых он воевал в составе ВРС, что не оставалось без внимания преступного подполья. В 1997 году он признался газете «Svet», что обеспокоен ростом числа самоубийств в республике, связывая это с бедственным материальным положением многих людей и отсутствием позитивных взглядов на будущее страны, но оговаривался, что этим нередко пользовалась мафия в своих целях. По словам его супруги Бояны, Любиша также был поражён масштабами наркоторговли, которая расцвела во время войны, и стремился разобраться с этим. Журналистка Радмила Жигич писала, что «Маузер» был одним из тех, кто искренне верил в возможность проведения реформ, которые могли бы помочь ликвидировать существовавшие в республике коррупционные схемы и привлечь к ответственности тех, кто обогащался на тяготах людей во время войны. По заявлению ветерана МВД Республики Сербской Борислава Радовановича, «Маузер» занимался расследованиями случаев контрабанды оружия из Республики Сербской: огромное количество пехотного оружия, боеприпасов и военной техники, оставшихся после завершения войны в Боснии и Герцеговине, якобы было продано на чёрном рынке. При этом контрабанда оружия имела место и во время войны, когда у боснийских мусульман оказывались стрелковые боеприпасы, выпущенные в 1993—1994 годах на заводе в Ужице, или миномётные мины, произведённые на заводе «Трудбеник» под Добоем. Избранная на пост президента Биляна Плавшич поручила провести расследование деятельность предприятий «Центрекс» и «Селект Импекс», основанных Республикой Сербской во время войны: эти два предприятия подозревались в тайной продаже оружия боснийским мусульманам. Однако, несмотря на достаточно быстрое установление фактов подобной торговли, расследование не удалось довести до конца отчасти по причине политического давления из Белграда, а отчасти по причине громкого убийства заместителя начальника полиции Источно-Сараево Срджана Кнежевича.
Весной 1997 года Савич арестовал Йована «Йою» Тинтора, советника экс-президента Республики Сербской Радована Караджича, по обвинению в мародёрстве и незаконном присвоении имущества. Однако на следующие сутки «Маузер» вынужден был освободить задержанного: по одной из версий, свыше поступило прямое распоряжение отпустить Тинтора. В том же году на «Маузера» было совершено первое покушение, когда его автомобиль был обстрелян на автодороге Сараево—Требине. Вторая попытка покушения произошла через год: 9 июля 1998 года был заминирован и взорван автомобиль Любиши Савича, в результате чего погибли Владимир Неретняк (серб. Владимир Неретњак) и Стоян Максимович (серб. Стојан Максимовић), которые были сослуживцами Савича по бригаде «Пантеры» и несли службу в 10-м диверсионном отряде ВРС. Согласно официальной версии, причиной их гибели стало неосторожное обращение со взрывным устройством. «Маузер» назвал Момчило Краишника организатором этого покушения, а Неретняка и Максимовича — исполнителями, хотя некоторые лица утверждали, что Неретняк и Максимович уже были мертвы к тому моменту, когда автомобиль Савича был взорван. Как было установлено из документов Международного трибунала по бывшей Югославии, Максимович и Неретляк после расформирования их подразделения в июне 1996 года перешли в подчинение к начальнику военной разведки Главного штаба Вооружённых сил Республики Сербской Петару Салапуре и стали действовать уже в интересах государственной безопасности Сербии.

### Дело Срджана Кнежевича. Увольнение из МВД Республики Сербской
В начале августа того же года Савич предпринял попытку арестовать бизнесмена Милована Белицу, одного из доверенных лиц Краишника и директора компании «Центрекс», которую руководство Республики Сербской подозревало в контрабанде оружия, из-за которой республика лишалась доходов в виде многочисленных налоговых поступлений. Однако после вмешательства Краишника Белица вскоре был освобождён. Спустя несколько дней, 7 августа у своего дома в Пале был убит заместитель начальника полиции Источно-Сараево Срджан Кнежевич, который в годы войны командовал штурмовым отрядом «Белые волки» Сараевско-Романийского корпуса ВРС. Общество было потрясено смертью Кнежевича, который был известен как один из самых яростных борцов против преступности. «Маузер» обвинил всё того же Краишника в смерти Кнежевича, который, по его словам, намеревался раскрыть незаконные операции с участием Крашишника: масла в огонь подлила боснийская пресса, которая заявила, что после освобождения Белицы Краишник угрожал, что Кнежевича скоро «пристрелят как собаку». Более того, 5 августа, за два дня до гибели Кнежевича Краишника лишили персональной охраны по распоряжению главы МВД Республики Сербской, поскольку тот, требуя освободить Белицу, назвал президента Республики Сербской и республиканское правительство «предателями».
В результате проведённого полицией расследования по горячим следам были арестованы семеро подозреваемых, среди которых были один из охранников Радована Караджича Бато Тешич (серб. Bato Tešić) и боец полицейского спецназа Желько «Луна» Янкович (серб. Željko Janković Luna). Задержанные были бывшими сотрудниками МВД Республики Сербской из «специальной милиции», которую учредил министр внутренних дел Драган Кияц в качестве личной охраны Радована Караджича, ушедшего в отставку после подписания Дейтонских соглашений. Однако уже 18 августа 1998 года все задержанные по делу Кнежевича подозреваемые были освобождены представителями ООН, а инициатором освобождения выступила представитель ООН в Боснии и Герцеговине Элизабет Рен. Она же по требованию офицера международной полиции IPTF Джеффри Бомонта выступила в эфире телевидения Боснии и Герцеговины, обвинив полицию в нарушении законности. Обвинения в покушении на убийство Кнежевича были сняты со всех задержанных. Освобождённые из-под стражи лица обвинили Савича в применении к ним пыток, однако Савич заявил, что чиновники СДП подкупили официальных лиц из международных организаций, чтобы те сфабриковали и публично озвучили эти обвинения. Согласно газете The New York Times, ряд западных дипломатов, чьи имена не назывались, выступали в защиту Савича, настаивая на необходимости его дальнейшего участия в восстановлении мирной жизни в стране.
Обвинения «Маузера» в убийстве Срджана Кнежевича, направленные в адрес Момчило Краишника, привели к тому, что он потерпел поражение на сентябрьских выборах 1998 года в президиум Боснии и Герцеговины, проиграв место представителю коалиции «Слога» Живко Радишичу. Однако поражение потерпела и Биляна Плавшич, проигравшая на проходивших одновременно выборах президента Республики Сербской Николе Поплашену. 14 сентября Верховный представитель по Боснии и Герцеговине объявил об увольнении Савича из Министерства внутренних дел с пожизненным запретом занимать там какие-либо должности. Формальным основанием для пожизненного запрета стало превышение Савчием полномочий, однако его сослуживцы полагали, что к его увольнению были причастны как международные организации, так и мафиозные круги, связанные с высшими правительственными кругами Югославии. По мнению ряда ветеранов МВД, со смертью Кнежевича были связаны ряд убийств в Югославии, к раскрытию которых «Маузер» подошёл слишком близко, и ему якобы не дали завершить это расследование. Своей супруге «Маузер» говорил, что высшие чины МВД не простят то, что он хотел довести дело об убийстве Кнежевича до конца и выйти на истинных заказчиков.
1 марта 2000 года государственная прокуратура в городе Соколац открыла уголовное дело против девятерых экс-сотрудников МВД Республики Сербской по обвинению в превышении полномочий при проведении расследования убийства Срджана Кнежевича: среди обвиняемых был и Савич, а жертвами их действий были заявлены 14 человек (как подозреваемые, так и свидетели). Все девять фигурантов дела обвинялись в незаконном лишении свободы, принуждении дачи показаний под давлением, несоответствующем обращении с задержанными при исполнении, незаконных обысках, неоказании помощи и незаконной фиксации материалов на фото. На судебное заседание по этому делу Савич отказался явиться, что было связано с тем, что в его адрес уже стали поступать угрозы убийства от неизвестных лиц.

## Деятельность вне политики
Помимо политической карьеры, в послевоенные годы Савич также занимался оказанием материальной и психологической помощи ветеранам войны (в том числе своим сослуживцам) и родственникам погибших солдат. Согласно воспоминаниям его сына Бояна, однажды семья копила вещи на то, чтобы съездить отдохнуть на море, однако в последний момент Любиша отменил поездку. Как позже рассказала мать, «Маузер» встретился с семьёй одного из бойцов и передал ей в качестве материальной помощи все накопленные на поездку средства. Во время одной из поездок в Брезово-Поле Савич недвусмысленно заметил, что если бы у детей в Биелине было молоко, оно обязательно бы появилось потом и в деревнях наподобие Брезово-Поле. Известно следующее высказывание «Маузера»:

Я буду счастлив только тогда, когда буду доволен тем государством, в котором мы живём. Вообще неважно, кто будет возглавлять его и управлять им.
Оригинальный текст (серб.)Кад будем задовољан државом у којој живим – са задовољством ћу пецати. Није уопште важно ко ће је тада уређивати и водити.

После увольнения Савича из МВД пошли слухи, что Милорад Додик собирался назначить его своим советником по вопросам национальной безопасности. Биляна Плавшич говорила, что увольнение Савича было неизбежно в связи с его прямолинейностью, но при его жизни выражала надежду на то, что с ним удастся продолжить совместную работу. Однако Савич после ухода из МВД почти насовсем исчез из общественно-политической жизни Республики, поскольку его воспринимали исключительно как человека Плавшич и Додика. Было известно, что он занялся общепитом и малым бизнесом. При этом Савич продолжал поддерживать Демократическую партию Республики Сербской и правящую коалицию «Слога».
Сослуживец «Маузера» по бригаде «Пантеры» Душан Тузланчич выделял три больших этапа общественной деятельности Савича: первый этап — с конца 1980-х по начало 1990-х (его участие в возрождении сербского национального движения на территории Югославии), второй этап — 1992—1996 годы (военачальник и участник первых послевоенных выборов), третий этап — 1996—2000 годы (деятельность вплоть до ухода из большой политики и гибели). По словам Александра Савича, сына Любиши, его отец после войны основал несколько спортивных клубов в республике — в том числе по шахматам, футболу, карате и баскетболу.

## Обвинения в адрес Савича

### Заявления боснийцев
Во время войны в Боснии различные СМИ Республики Босния и Герцеговина и стран Запада обвиняли Савича в совершении военных преступлений — в том числе приписывая ему и его бригаде совершение этнических чисток в Восточной Боснии. В 1993 году газета Daily Telegraph даже включила его в список 30 наиболее опасных полевых командиров тех лет, заявив, что его люди постоянно останавливали колонны с гуманитарной помощью и якобы требовали плату за дальнейший проезд. Телеканал OBN утверждал о гибели 500 мирных жителей во время боёв в Биелине, Брчко, Добошнице и Смоличе, но не уточняло, когда это произошло и каким образом к этому преступлению могли иметь отношение «Пантеры». Боснийцы отправляли многочисленные письма в Международный трибунал по бывшей Югославии с требованием вызвать Савича для дачи показаний или привлечь его к ответственности, однако их запросы остались без ответа.
Согласно историку Хикмету Карчичу, в первые дни апреля 1992 года в штаб Сербской добровольческой гвардии («Тигров Аркана») привели директора Радио Биелины и газеты «Semberijske novine» Юсуфа Трбича для допроса. Он находился в кабинете, где работал Любо Савич, когда тому позвонила лидер боснийских сербов Биляна Плавшич. В разговоре с ней «Маузер», как приводит Карчич, заявил буквально следующее: «Не бойтесь, мы не навредим ему. Мы знаем, кому нужно навредить. Мы готовились к этому месяцами». Трбич оказался среди тех боснийцев-мусульман, кого в апреле 1992 года не тронули «Тигры Аркана», занявшие к тому моменту Биелину: боснийцы обвинили людей Ражнатовича в серии массовых убийств и депортации населения из города. В то же время ветераны бригады утверждают, что Савич стремился защищать сербское население, а не нападать на мусульман. Так, командир расчёта ПВО бригады «Пантеры» Милован Петричевич утверждал, что одной из целей создания Савичем собственного отряда было именно недопущение каких-либо стычек между сербами и боснийскими мусульманами в Биелине, а «Маузер» всегда старался следовать законам и обычаям войны. Другой ветеран, Йовица Крсманович, признавал, что в ходе боёв за город жертвы среди гражданского населения были как среди сербов, так и боснийских мусульман, однако подчёркивал, что Савич до перехода противостояния в горячую фазу прилагал все усилия, чтобы избежать кровопролития.
15 июня того же года в газете «List SAO Semberije i Majevice—SiM» появилась статья за авторством Перо Симича с рядом заявлений «Маузера». Савич предупредил, что если мусульмане начнут преследования сербов и совершат действия, трактуемые как геноцид, то это приведёт к тому, что абсолютно все боснийские мусульмане лишатся работы в Республике Сербской. «Маузер» также заявил, что в этом случае возможны как депортация мусульманского населения в другие районы республики, так и его мобилизация в ряды ВРС. Согласно материалам МТБЮ, заявление Савича могло касаться около 2,5 тысяч боснийцев-мусульман в возрасте от 18 до 35 лет, которые покинули Биелину после её занятия сербами. По факту о незаконном удержании под арестом братьев Исмировичей, имевшем место в 1992 году, в полицию Республики Сербской поступило соответствующее заявление, однако делу так и не был дан ход.

### Заявления Воислава Шешеля
Воислав Шешель не раз называл «Маузера» преступником, обвиняя его в том числе и в этнических чистках мусульман в Семберии. В одном из номеров журнала «Велика Србија» (официального печатного органа Сербской радикальной партии) за 2002 год Шешель утверждал, что люди «Маузера» фактически разорили посёлок Яня, вывезя оттуда всё имущество вплоть до сельхозтехники, а также нередко похищали мусульман, требуя за них выкуп (он приводил пример, когда люди Савича только после выкупа отпустили нескольких человек в город Тузла, но не назвал дату, когда подобный случай имел место). Подобные тезисы он снова озвучил в 2005 году, выступая свидетелем по делу Слободана Милошевича в МТБЮ, и добавил, что люди «Маузера» плохо обращались даже с мусульманами из рядов Вооружённых сил Республики Сербской. В качестве примера он упомянул некоего солдата-мусульманина ВРС, которому в Биелине взрывом гранаты, брошенной солдатами «Маузера», оторвало ногу: Шешель заявил, что находился в этот момент в городе и поспешил в больницу навестить пострадавшего.
В одном из номеров журнала «Велика Србија» за 2006 год Момир Маркович заявлял, что Шешель в ряде выступлений заявлял о причастности Савича к неким преступлениям в Биелине и Брчко, а также упоминал о возможной причастности к ним и Зорана Джиндижча как соратника Савича. В одном из последующих номеров этого же года приводились слова соратника Шешеля Мирко Благоевича, который утверждал, что Савич и его подчинённые якобы занимались мародёрством в Биелине и Брчко; при этом он подчёркивал, что сторонники Сербской радикальной партии во время боёв за Биелину ничего из вышеперечисленного не совершали. В 2012 году Шешель, уже находясь на скамье подсудимых МТБЮ по обвинениям в геноциде, заявил, что хоть и ненавидел Савича, но не мог никакими своими выступлениями на тему сербского народа вынудить его совершать преступления, в которых «Маузера» обвиняла боснийская пресса.

### Упоминания в документах МТБЮ
После своего увольнения из МВД Республики Сербской, по словам Г. Н. Энгельгардта, Савич постоянно жил в ожидании ареста по «закрытому списку» Международного трибунала по бывшей Югославии: некоторые боснийские СМИ предполагали, что Савич мог находиться в этом списке. Сам трибунал не давал при жизни Савича никаких официальных комментариев на его счёт; «Маузер», в свою очередь, не комментировал заявления прессы по поводу какой-либо дачи показаний трибуналу. Ходили слухи, что Савич может выступить в МТБЮ как свидетель со стороны обвинения, имея некий иммунитет от преследования. В то же время многие опасались добровольной явки «Маузера» в суд, намекая, что он может оказаться на скамье подсудимых. Сам «Маузер» отшучивался на этот счёт, говоря, что может в случае явки в МТБЮ стать «мэром собственной камеры», а Момчило Краишник тогда станет его заместителем.
В 2000 году, уже после смерти Савича, пресс-секретарь МТБЮ Пол Ризли официально заявил, что имя Любиши Савича никогда не фигурировало в каких-либо обвинительных заключениях или в «закрытых списках» обвиняемых. В то же время в 2017 году в ходе рассмотрения дела в отношении генерала Ратко Младича МТБЮ заявил о причастности бригады «Пантеры» к некоторым случаям мародёрства и насильственного выселения из домов мусульман, имевшим место в 1992 году — ещё до официального включения бригады в состав Вооружённых сил Республики Сербской. МТБЮ также отметил, что «Маузер» организовал самовольный снос пяти биелинских мечетей (Атик, Селимовичи, Дашница, Крпич и Яница) и тюрбе Садыка-ага в ночь с 12 на 13 марта 1993 года путём подрыва, несмотря на то, что тогдашний градоначальник Йован Войнович выступил против подобных планов. В настоящее время на местах снесённых мечетей и тюрбе находятся преимущественно зелёные насаждения и немногочисленные руины.

## Смерть

### Обстоятельства убийства
За полгода до своей смерти «Маузер», перенёсший к тому моменту два покушения, заявил, что вынужден был «попрощаться со своей жизнью» ещё тогда, когда пришёл во власть и занялся борьбой против преступности и коррупции в республике. Своей супруге Бояне он говорил, что от него постараются избавиться при первой же возможности, поскольку он «слишком много знает». В 2009 году Бояна заявила, что в квартире стали раздаваться по ночам телефонные звонки, однако когда Любиша снимал трубку, то в ней молчали. На фоне поступавших в его адрес угроз ему даже пришлось сменить машину. При этом «Маузер» всегда ходил в одиночку, без какого-либо сопровождения, хотя его друзья настоятельно просили его нанять каких-либо телохранителей. Незадолго до смерти Савича неизвестные лица явились в деревню Ковачичи, где жила пожилая мать Любиши, и спросили у неё что-то о церкви. В деревне в тот день люди видели красную машину, похожую на личную машину «Маузера», и пришли к выводу о том, что приезжие искали именно «Маузера».
6 июня 2000 года в офис Демократической партии Республики Сербской поступило несколько анонимных телефонных звонков, в которых говоривший предупреждал, что Савич скоро умрёт. На следующий день, 7 июня, работавший в загородном доме Савичей на Дрине Сречко Петрович обнаружил обгоревший грузовик, принадлежавший «Маузеру»: тот решил, что бандиты знают, где он находится. Вечером того же дня Савич отправился в деревню Велика-Обарска, чтобы вернуть джип мельнику Чедо Павловичу (серб. Чедо Павловић): по словам ветерана МВД Республики Сербской Борислава Радовановича, Савич некоторое время ездил на джипе, пытаясь скрыться от следивших за ним преступников. В километре от центра Биелины, около железнодорожного вокзала он остановился, чтобы подвезти беременную женщину по имени Елисавета Любоевич (серб. Јелисавета Љубојевић). Примерно в 21:15 к вокзалу подъехала машина, из которой неизвестные открыли по Савичу огонь из автоматов: от полученных ранений он скончался на месте. В машине также находилась его супруга, однако она не пострадала.

### Похороны
Прощание с Савичем состоялось 9 июня в Доме молодёжи в Биелине в 10:00, а похороны прошли в тот же день в 13:00 на кладбище села Ковачичи общины Биелина. Мэр Биелины объявил этот день днём траура. Проститься с Савичем пришли несколько тысяч жителей Семберии и Маевицы. На похоронах присутствовали его родные и друзья, сослуживцы из бригады «Пантеры» и коллеги из Министерства внутренних дел Республики Сербской. С надгробными речами выступили глава общины Биелина от Сербской демократической партии Драгомир Любоевич и генерал Вооружённых сил Республики Сербской в отставке Будимир Гаич, отметившие роль «Маузера» в восстановлении правопорядка в Республике Сербской после окончания войны. Из соображений безопасности на похоронах не появился один из ближайших соратников Савича, премьер-министр республики Милорад Додик: по мнению журналистки Радмилы Жигич, была вероятность, что мафия попытается после смерти Савича избавиться и от Додика. Отпевание погибшего провёл епископ Зворницко-Тузланский Василий.
Из политических лидеров соболезнования выразили председатель правительства Республики Сербской Милорад Додик, министр внутренних дел Средое Нович, министр обороны Манойло Милорадович, член президиума БиГ от сербов Живко Радишич, председатель Радикальной партии Республики Сербской Мирослав Радованович, экс-президент Республики Сербской и лидер Сербского народного союза Республики Сербской Биляна Плавшич и председатель Демократической партии Сербии Зоран Джинджич. Додик назвал гибель Савича ударом по национальной безопасности и стабильности республики, а Радованович и вовсе охарактеризовал случившееся как «террористический акт», потребовав от МВД как можно скорее установить заказчиков убийства. Иного мнения о смерти Савича придерживался неприязненно относившийся к нему лидер Сербской радикальной партии Воислав Шешель, который позже заявил, что смерть Савича стала облегчением для Республики Сербской, поскольку в тот день «был ликвидирован преступник».

## Расследование

### Возможные мотивы покушения
По мнению ряда ветеранов «Пантер», выступавших как на похоронах Савича, так и на ежегодных памятных мероприятиях, убийство Савича могло быть связано с его политической деятельностью или работой в МВД — в том числе с расследованием убийства Срджана Кнежевича. Ветераны утверждали, что со смертью «Маузера» прекратилась борьба против преступности в республике. Ветеран МВД Республики Сербской Борислав Радованович в 2020 году предположил, что Савич мог сообщить кому-то из своих бывших коллег информацию о контрабанде оружия из Республики Сербской, и этот человек каким-то образом мог навести бандитов на Савича.
Другие сослуживцы «Маузера» полагали, что к убийству могли быть причастны руководители Союзной Республики Югославия: Савич нелицеприятно высказывался о её властях, однажды назвав Слободана Милошевича «страшнейшим злом сербского народа». По заявлению журналиста Желько Цвияновича, некоторые из жителей Биелины в ответ на его вопросы о заказчике убийства Савича лишь молча показывали в сторону границы с Югославией. Депутат Скупщины Союзной Республики Югославия Весна Пешич в 2024 году заявила, что Савич незадолго до своей смерти говорил с ней об убийстве белградского журналиста Славко Чурувии, совершённом в 1999 году, и назвал супругу Слободана Милошевича Мириану Маркович возможным заказчиком убийства. Пешич допускала, что по этой причине от «Маузера» могли избавиться югославские власти, хотя подобную версию публично озвучивал не только он. Это заявление Пешич подвергла критике сербский премьер-министр Ана Брнабич.
Драган Тодорович предполагал, что убийство могли совершить некие преступные группировки Республики Сербской, которые подозревались в совершённой ранее серии убийств в Союзной Республике Югославия и решили тем самым ознаменовать своё «возвращение» домой. Подобную версию случившегося разделял и Зоран Джинджич: в день похорон Савича он в телефонном интервью агентству Srna заявил, что у убийства «Маузера» был тот же почерк, что и у серии убийств, совершённых в Союзной Республике Югославия и затем прокатившихся по Черногории и Республики Сербской. Убийство «Маузера» он назвал покушением на человека, отстаивавшего национальные интересы в трудные времена и помогавшему в становлении демократического общества в республике. Среди лиц, объявленных в розыск по подозрению в причастности к убийству Савича, был Велько Боровина, один из сторонников Радована Караджича.

### Единственный обвиняемый
В ходе расследования полиция установила, что преступники подъехали к джипу Савича на красной Toyota с регистрационным номером 099-Ј-206: эта машина принадлежала биелинскому предприятию «Напредак», но числилась в угоне. Брошенный преступниками автомобиль был обнаружен на следующий день после убийства в деревне Хасе на дороге, ведшей в Углевик, и там же были найдены два автомата системы Калашникова, четыре магазина для автомата и одежда, принадлежавшая исполнителю убийства. В машине были найдены отпечатки пальцев, однако полиция не могла однозначно сказать, кому они принадлежали. Полиция пришла к выводу, что преступники бросили Toyota и скрылись на другом автомобиле. В результате экспертизы было установлено, что отпечатки пальцев принадлежали некоему Джордже Ждрале (босн. Đorđe Ždrale) — лидеру организованной преступной группировки, орудовавшей в Источно-Сараево.
Известно, что в сентябре 1996 года Ждрале был приговорён к 7 годам лишения свободы за убийство Горана Батинича, но был помилован президентом РС Мирко Шаровичем, отбыв 5 лет и 3 месяца в тюрьме. Он был оправдан и по обвинению в убийстве супружеской пары Тодоровичей, которые в июле 2004 года были расстреляны в автомобиле на глазах у трёх малолетних детей. Спустя некоторое время Ждрале, пережив два покушения, покинул Боснию и Герцеговину и перебрался в Германию. Он был арестован 17 января 2009 года, при обыске у него обнаружили фальшивый хорватский паспорт. 12 февраля по запросу Боснии и Герцеговины его экстрадировали из аэропорта Франкфурта-на-Майне в сопровождении полиции. На допросах он отрицал свою причастность к убийству Савича и утверждал, что на этот момент отбывал наказание за убийство в тюрьме Кула, но суд установил, что Ждрале уже тогда был выпущен на свободу. Было также установлено, что неизвестные сообщники помогли Ждрале спланировать убийство, выдав ему автомат и машину.
16 апреля 2010 года Суд Боснии и Герцеговины признал Ждрале виновным в убийстве Савича, совершённом особо жестоким способом по предварительному сговору, и приговорил его к 20 годам лишения свободы. Срок наказания начал отсчитываться с 17 января 2009 года — момента ареста Ждрале в Германии. 11 февраля 2022 года Ждрале вышел на свободу, отбыв за решёткой почти 13 лет с момента отсчёта срока наказания. Согласно порталу Srpska24.net, сообщником Ждрале в убийстве «Маузера» был Влатко Мачар, который 30 января 2008 года был взорван в автомобиле в Пале.

### Гипотезы о связи с другими убийствами
Заказчики убийства «Маузера» не установлены до сих пор. Рядом журналистов считается, что гибель Савича является звеном в цепи покушений на убийства, остающимися не раскрытыми по настоящее время. Так, Радмила Жигич утверждает, что эта цепь началась с гибели Срджана Кнежевича в августе 1998 года. 28 марта 1999 года в Сараево был взорван в своей машине заместитель министра внутренних дел Федерации Боснии и Герцеговины Йозо Леутар. 22 октября 1999 года взлетела на воздух машина, в которой находился главный редактор газеты Nezavisne novine из Баня-Луки Желько Копаня: он остался в живых, но потерял обе ноги. В одном из последующих интервью он заявил, что если полиция не установит заказчиков покушения на него, то вопросом станет не то, будут ли продолжаться подобные покушения в стране, а то, кто станет следующим объектом для атаки.
В 2014 году Радио и телевидение БН опубликовало заявление адвоката и экс-сотрудника югославской контрразведки Душко Томича, который утверждал, что один из организаторов убийства «Маузера» якобы задерживался полицией в 2000 году и давал ей показания о подготовке к покушению. Однако при первой же возможности задержанный дозвонился до некоего влиятельного бизнесмена из Ягодины, который, используя собственные связи, вынудил полицию отпустить задержанного (по заявлению Томича, в суде тот отказался от своих показаний, признавшись в самооговоре). В 2001 году, по словам Томича, этот человек «отплатил» бизнесмену ответной услугой, убив неугодного тому журналиста газеты «Вечерние новости» Милана Пантича, а затем сбежал в Западную Европу.
В 2020 году ветеран МВД Борислав Радовановац заявил, что считает взаимосвязанными смерти Срджана Кнежевича, Любиши Савича и Желько Марковича — начальника Центра общественной безопасности Источно-Сараево, убитого 24 сентября 2002 года неизвестными. Ежегодно на мероприятиях в память о командире «Пантер» ветераны бригады выступают с призывом возобновить расследование и установить имена и мотивы заказчиков убийства «Маузера». По мнению ветерана МВД Республики Сербской Борислава Радовановича, высказанному в 2020 году, для раскрытия убийств Кнежевича, Савича и Марковича необходима политическая воля, которую до сих пор так и не проявила Народная скупщина.

## Память
Любиша Савич считается одним из национальных героев не только Биелины, но и всей Семберии и Республики Сербской. В 2001 году газета «Борба», включив его в число 10 самых влиятельных людей Республики Сербской минувшего года, иронично заметила, что властям следовало бы установить памятник Савичу и на постаменте написать «Извини, мы пошутили», поскольку слова Савича о борьбе с преступностью не расходились с его делами, в отличие от многих других высших государственных чиновников.
На месте гибели «Маузера» был установлен мраморный памятник с крестом, средства на который собирали ветераны бригады «Пантеры» и жители Биелины. Ежегодно у памятника проводятся памятные мероприятия, а на кладбище проходит панихида по усопшему. От ветеранов бригады регулярно звучат призывы присвоить имя Савича какой-либо улице в городе, однако с момента гибели «Маузера» на официальном уровне подобная идея не выносилась на рассмотрение ни разу, не обсуждаясь тем более и на уровне Народной скупщины. Избранный в 2020 году на пост мэра Биелины Любиша Петрович в предвыборной кампании обещал рассмотреть вопрос увековечивания памяти «Маузера» в названии какой-либо улицы, но, по заявлению председателя Объединения ветеранов Гвардии «Пантеры» Петара Цветиновича от 2022 года, с момента своего избрания ни разу об этом не вспомнил.
Любише Савичу и бригаде «Пантеры» посвящены несколько песен сербского автора-исполнителя Роки Вуловича — «Panteri (Mauzer)» (припев Panteri, panteri, vi ste hrabri momci…) и «Pjesma o Mauzeru» (припев Legenda si bio, legenda ostao…).

## Комментарии
1. ↑  Согласно Стоядину Кнежевичу, взявшему в 1997 году интервью у Савича, город был взят 2 апреля 1992 года[2], по данным Олега Валецкого, называющего Биелину «Беляной» — 3 апреля 1992 года[13].
2. ↑  По словам Савича, Сербские автономные области имели право на создание собственных Национальных гвардий в соответствии с положениями плана Карингтона — Кутилейру (Лиссабонского соглашения) от февраля 1992 года[2].
3. ↑  Согласно показаниям экс-инспектора полиции Милорада Давидовича, этим зданием была скотобойня[32].
4. ↑  В одной из публикаций газеты «Vreme» он был назван «Блоком центра»[9].
5. ↑  По версии Савича, эта встреча состоялась 12 марта 1997 года[2].
6. ↑  Международная полиция IPTF (International Police Task Force) входила в состав миссии ООН в Боснии и Герцеговине (UNMIBH)[англ.][69].
7. ↑  В коалицию входили Сербский народный союз Республики Сербской[серб.], Социалистическая партия[англ.] и Союз независимых социал-демократов.

### Книги и статьи
- О. В. Валецкий. Югославская война, 1991—1995 годы. — 3-е изд., доп. и перер.. — М.: Крафт+, 2011. — С. 244. — 656 с. — ISBN 978-5-93765-180-6.
- Г. Н. Энгельгардт. Республика Сербская в Боснии и Герцеговине. Возникновение и эволюция (1990—2006 гг.). Диссертация на соискание ученой степени кандидата исторических наук. — М., 2015. Архивировано 16 февраля 2016 года.
- S. Durmanović. Nagađanja o uzrocima atentata (серб.) // Danas[англ.]. — 2000. — 12 јуна. — С. 22.
- Hikmet Karčić. Torture, Humiliate, Kill: Inside the Bosnian Serb Camp System. — Ann Arbor: University of Michigan Press, 2022. — ISBN 978-0-472-90271-2. — doi:10.3998/mpub.12079875.
- Stojadin Knežević. Većina boraca se oseća prevarenima! Uskoro je opet moguć rat! (серб.) // Svet. — 1997. — 7 јула (бр. 134). — С. 3.
- Dragan Todorović. Zločin koji je uzbudio Semberiju (серб.) // Vreme[серб.]. — 2000. — 17 јуна (бр. 493). Архивировано 26 сентября 2002 года.
- Beta, Srna. Ubijen Ljubiša Savić Mauzer (серб.) // Danas[англ.]. — 2000. — 9 јуна. — С. 22.
- Beta. Sahranjen Ljubiša Savić Mauzer (серб.) // Danas[англ.]. — 2000. — 10—11 јуна. — С. 14.

### Документы
- Prosecutor v. Vojislav Šešelj (англ.). Международный трибунал по бывшей Югославии (22 июня 2012). — Publuc document with public annex. Дата обращения: 1 марта 2025.
- Prosecutor v. Ratko Mladić (англ.). Международный трибунал по бывшей Югославии (22 ноября 2017). — Public with confidential annex judgment. Volume I of V. Дата обращения: 2 марта 2025.
- Prosecutor v. Ratko Mladić (англ.). Международный трибунал по бывшей Югославии (22 ноября 2017). — Public with confidential annex judgment. Volume IV of V. Дата обращения: 1 марта 2025.